# 三描礼士省
三描礼士省是位于菲律宾中央吕宋地区的一个省。省会为伊巴（Iba）。三描礼士省北邻邦阿西楠省（Pangasinan），东邻丹轆省和邦板牙省，南邻巴丹省。三描礼士省介于南海和三描礼士山脉之间。总面积3700 km2，为吕宋岛七个省中的第二大省。其每平方公里约170人，是菲律宾人口密度最低的省份。该省出产芒果，丰产期为一月至四月。
有领土争议的黄岩岛在菲律宾被划入了本省马辛洛克市。